# Liturgické období

Liturgické období nebo také liturgická doba je ucelená část liturgického roku, která má specifický ráz a podílí se na určení liturgických textů a písní pro bohoslužby, jakož i liturgické barvy. V římskokatolické církvi existují tato liturgická období:
- doba adventní
- doba vánoční
- liturgické mezidobí – první část
  - předpostní doba (existovala jen do liturgické reformy po druhém vatikánském koncilu)
- doba postní
- doba velikonoční (včetně svatodušních svátků)
- liturgické mezidobí – druhá část